# الصفصافة (الرقة)
الصفصافة قرية سورية تتبع ناحية المنصورة في منطقة الثورة في محافظة الرقة. بلغ عدد سكانها 2847 نسمة في عام 2004 حسب إحصاء المكتب المركزي للإحصاء.